# Fernando Pérez Calvillo
Fernando Pérez Calvillo (Tarazona, 1340/1350 – Tarazona, prima del 21 luglio 1404) è stato uno pseudocardinale spagnolo, creato dall'antipapa Benedetto XIII.

## Biografia
Nacque ad Tarazona tra il 1340 ed il 1350.
L'antipapa Benedetto XIII lo elevò al rango di (pseudo) cardinale nel concistoro del 22 settembre 1397.
Morì prima del 21 luglio 1404 a Tarazona.